# Gemma Royo Lorte
Gemma Royo Lorte (Saragossa, 20 de març de 1975) és una exgimnasta rítmica espanyola, campiona del món en modalitat de conjunts (Atenes 1991) i bicampiona europea (Stuttgart 1992), a més d'assolir altres nombroses medalles amb la selecció de gimnàstica rítmica d'Espanya. La generació de gimnastes que va integrar és coneguda amb el nom de las Primeras Chicas de Oro (Primeres Noies d'Or).

## Biografia esportiva

### Inicis
Va començar en la gimnàstica rítmica el 1982 al Club Escola de Gimnàstica Rítmica de Saragossa. Entrenada per Chus Garcés, va participar en diversos Campionats d'Espanya en les diferents categories: aleví, infantil, júnior i primera categoria nacional. Com èxits destacats en aquesta època, en el Campionat d'Espanya Individual de 1987, celebrat a Palma, assoleix el bronze en categoria infantil ex aequo amb Rosabel Espinosa. Aquest mateix any és campiona d'Aragó infantil i poc després, en el Campionat d'Espanya de Conjunts celebrat a Ontinyent assoliria un altre tercer lloc en categoria infantil. El 1988 és cridada per a la concentració de joves promeses «Barcelona 92». Allà coincidirà amb algunes futures estrelles de la gimnàstica rítmica espanyola com Ada Liberio, Edi Moreno, Carmen Acedo, Carolina Pascual, Eider Mendizábal, Rosabel Espinosa, Noelia Fernández i Montse Martín, companya d'equip amb la qual mantindria una estreta amistat.

### Etapa en la selecció nacional

#### 1989: Ingrés al conjunt júnior i Europeu de Tenerife
El 1989 és convocada per la selecció de gimnàstica rítmica d'Espanya per entrar en el conjunt júnior, entrenat per Rosa Menor, Paqui Maneus, Cathy Xaudaró i Berta Veiga, i participaria en el Campionat d'Europa Júnior de Tenerife obtenint la medalla de bronze junt amb la resta de l'equip, integrat a més per Carmen Acedo, Noelia Fernández, Ruth Goñi, Montse Martín i Eider Mendizábal, a més de Diana Martín i Cristina Chapuli com a suplents.

#### 1989 - 1990: Entrada al conjunt sènior i Europeu de Goteborg
A finals de 1989 entraria en el conjunt de l'equip nacional absolut, del que passaria a formar part fins a 1992. Durant aquest temps entrenaria unes 8 hores diàries al Gimnàs Moscardón de Madrid a les ordres d'Emilia Boneva i d'Ana Roncero, que des de 1982 eren seleccionadora nacional i entrenadora de conjunts respectivament, i conviuria amb totes les integrants de l'equip en una casa a La Moraleja. Va començar sent gimnasta suplent del conjunt i debutaria com a titular al Gymnastic Màsters de Stuttgart de 1990 a causa d'una lesió d'última hora de Montse Martín, que quan mancaven de tres dies del començament de la competició es va fer mal a una cama en trepitjar una pilota. Posteriorment, ja com a suplent de nou, va participar en el Campionat d'Europa de Göteborg, en què va assolir la medalla de bronze tant en el concurs general com en 3 pilotes i 3 cordes, i la de plata en 12 maces. A la Final de la Copa del Món, disputada aquest any a Brussel·les, va obtenir 3 medalles de bronze, una per cada final. Serien assolides junt amb Beatriz Barral, Lorea Elso, Bito Fuster, Montse Martín, Arancha Marty i Vanesa Muñiz, sent suplent a més Marta Aberturas. Débora Alonso i Cristina Chapuli també formaven part de l'equip, però no van ser convocades a les competicions aquest any. En el torneig Wacoal Cup de Tòquio, celebrat al novembre, van assolir la plata en la general.

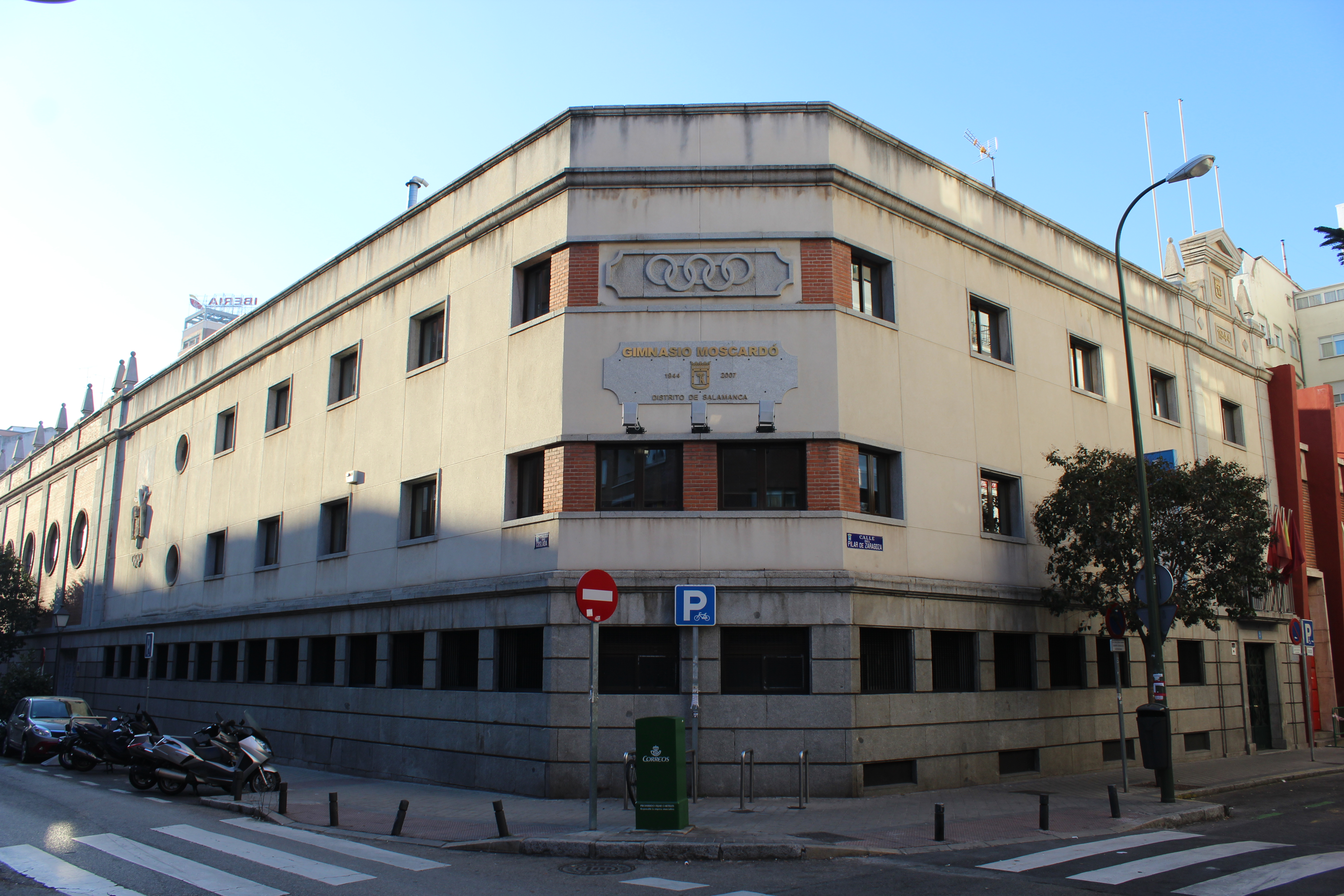
El Gimnàs Moscardón, al districte de Salamanca (Madrid), va ser el lloc d'entrenament de la selecció nacional de gimnàstica rítmica fins al 1997
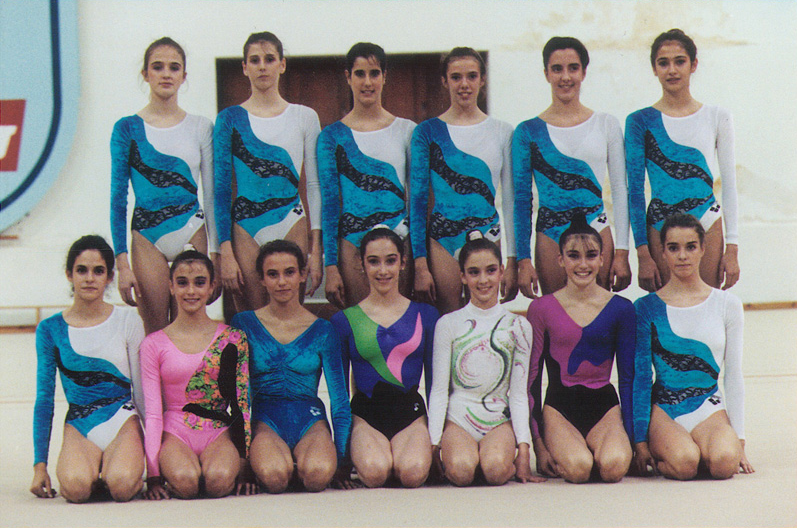
Elso (asseguda, primera a l'esquerra) amb la selecció de gimnàstica rítmica al Gimnàs Moscardón (1991).

#### 1991: Títol mundial a Atenes
El 1991 Gemma passaria a ser gimnasta titular. Aquest any, els dos exercicis del conjunt van ser el de 6 cintes, i el de 3 pilotes i 3 cordes. El primer tenia com a música «Tango Jalousie», composta per Jacob Gade, mentre que el de pilotes i cordes usava el tema «Campanas», de Víctor Bombi. Per coreografiar els passos de dansa de l'exercici de 6 cintes es va comptar amb l'ajut de Javier Castillo «Poty», llavors ballarí del Ballet Nacional d'Espanya, tot i que el coreògraf habitual de l'equip era el búlgar Georgi Neykov. Prèviament al Mundial, van assolir l'or en el torneig de Karlsruhe (per davant de la URSS i Bulgària) i 3 bronzes en el Gymnastic Màsters de Stuttgart, tots dos a Alemanya.
El 12 d'octubre de 1991, el conjunt espanyol va assolir la medalla d'or en el concurs general del Campionat del Món de Gimnàstica Rítmica d'Atenes. Aquest triomf va ser qualificat pels mitjans com històric, ja que va ser la primera vegada que Espanya es va proclamar campiona del món de gimnàstica rítmica. A la primera jornada del concurs general havien assolit una puntuació de 19,500 en l'exercici de 3 pilotes i 3 cordes, mentre que en la següent, amb el muntatge de 6 cintes, van obtenir una nota de 19,350 (9,90 en composició i 9,45 en execució). Amb una qualificació total de 38,850, l'equip espanyol va superar en el concurs general a la URSS per 50 mil·lèsimes, mentre que Corea del Nord va ser bronze. L'endemà, assolirien la medalla de plata en les dues finals per aparells, la de 6 cintes, i la de 3 pilotes i 3 cordes. Aquestes medalles van ser assolides per Gemma junt amb Débora Alonso, Lorea Elso, Bito Fuster, Isabel Gómez i Montse Martín, a més de Marta Aberturas i Cristina Chapuli com a suplents. Aquestes medalles serien narrades per a Espanya per la periodista Paloma del Río a través de La 2 de TVE. Després d'aquesta consecució, a finals de 1991, realitzarien una gira per Suïssa.

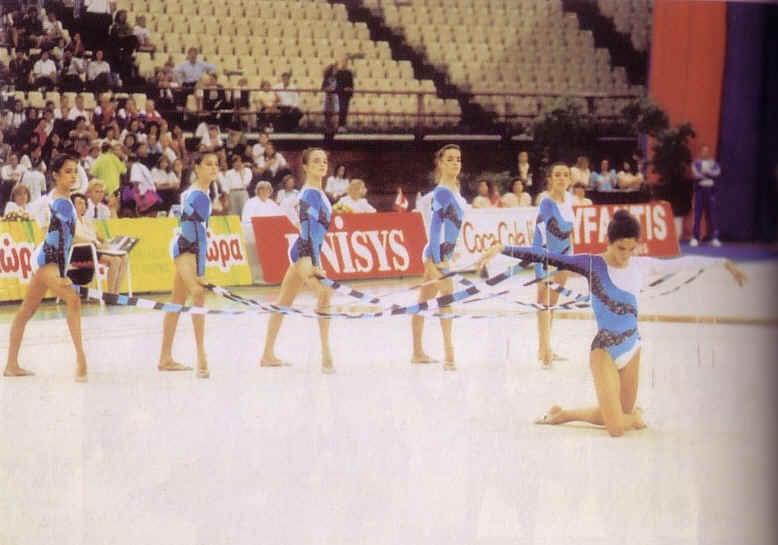
Gemma (en primer pla) en l'inici de l'exercici de 6 cintes al Mundial d'Atenes
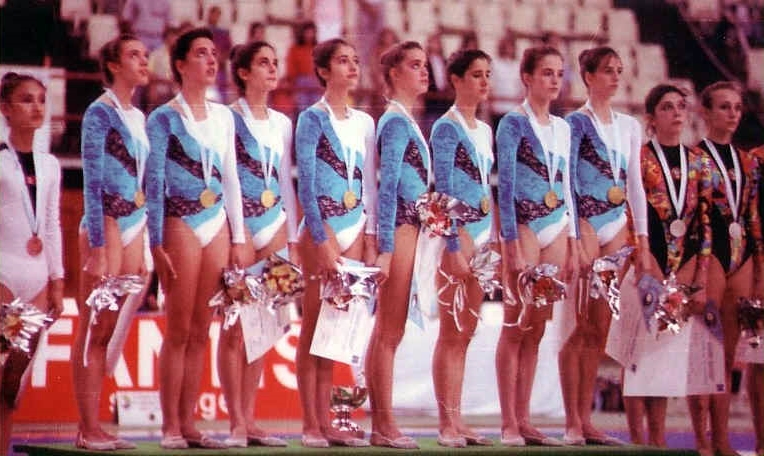
Gemma (tercera a l'esquerra) junt amb el conjunt amb l'or al Mundial d'Atenes (1991)

#### 1992: Títols europeus a Stuttgart i Mundial de Brussel·les
Pel 1992, en el torneig de Karlsruhe serien plata, i posteriorment van ser convidades a fer una exhibició al torneig de Corbeil-Essonnes. Al juny de 1992, ja amb nous exercicis, van participar en el Campionat Europeu de Stuttgart, on van assolir la medalla d'or en el concurs general (compartida amb Rússia), a més d'assolir un altre or a la final de 3 pilotes i 3 cordes, i el bronze en 6 cintes. El conjunt estava integrat per Gemma, Débora Alonso, Lorea Elso, Bito Fuster, Isabel Gómez i Montse Martín, a més de les recentment incorporades Alicia Martín i Cristina Martínez com a suplents. No competiria en els Jocs Olímpics de Barcelona a causa que els conjunts no eren una modalitat olímpica llavors, encara que sí participaria junt amb la resta de les seves companyes en la cerimònia d'obertura encapçalant la desfilada de les nacions participants.
Poc després van assolir l'or tant en la Asvo Cup (Àustria) com en la general del torneig Alfred Vogel Cup (Països Baixos), on a més van ser plata en 6 cintes, i or en 3 pilotes i 3 cordes. Les lesions de Bito Fuster i Isabel Gómez, van fer que el conjunt fos reconfigurat per al Campionat Mundial de Brussel·les, quedant totes dues com a suplents i sent substituïdes en la titularitat de tots dos exercicis per Alicia Martín, Cristina Martínez i Bàrbara Plaza, que s'afegirien a Gemma, Débora Alonso, Lorea Elso i Montse Martín. En aquesta competició el conjunt obtindria la medalla de plata en el concurs general, quedant-se a només una dècima de poder revalidar el títol mundial que havien assolit l'any anterior. A més, el 22 de novembre van assolir el bronze en 6 cintes i el vuitè lloc en 3 pilotes i 3 cordes. Després d'aquest Mundial, Gemma es retiraria de la competició, igual que faria la resta del sextet titular que havia estat campió del món a Atenes l'any anterior.
El 1992, Gemma va rebre la Medalla al Mèrit Esportiu de la Diputació General d'Aragó junt amb la seva excompanya de l'equip Marta Aberturas.

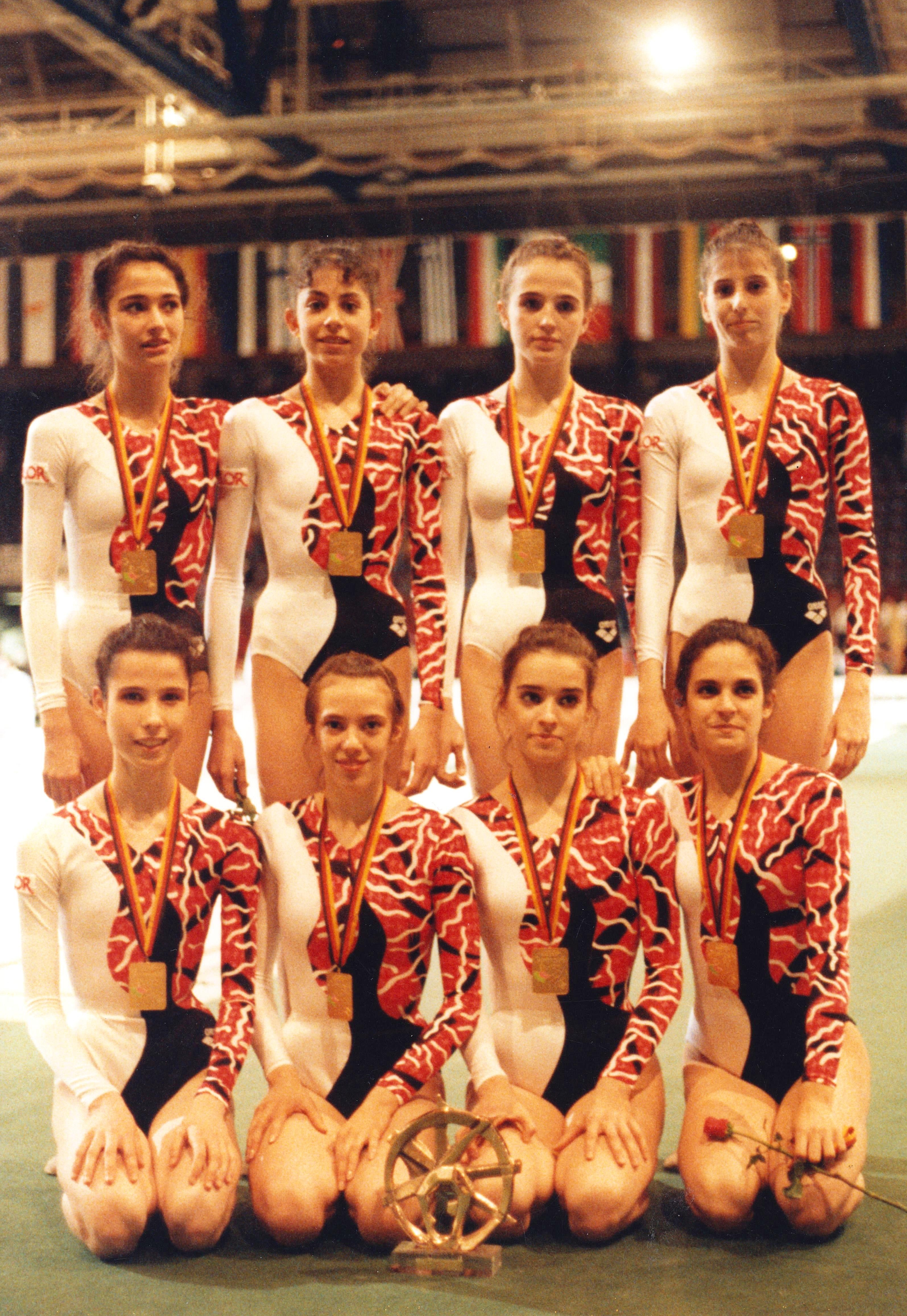
Gemma (asseguda, primera a la dreta) després de proclamar-se campiona d'Europa a Stuttgart, 1992
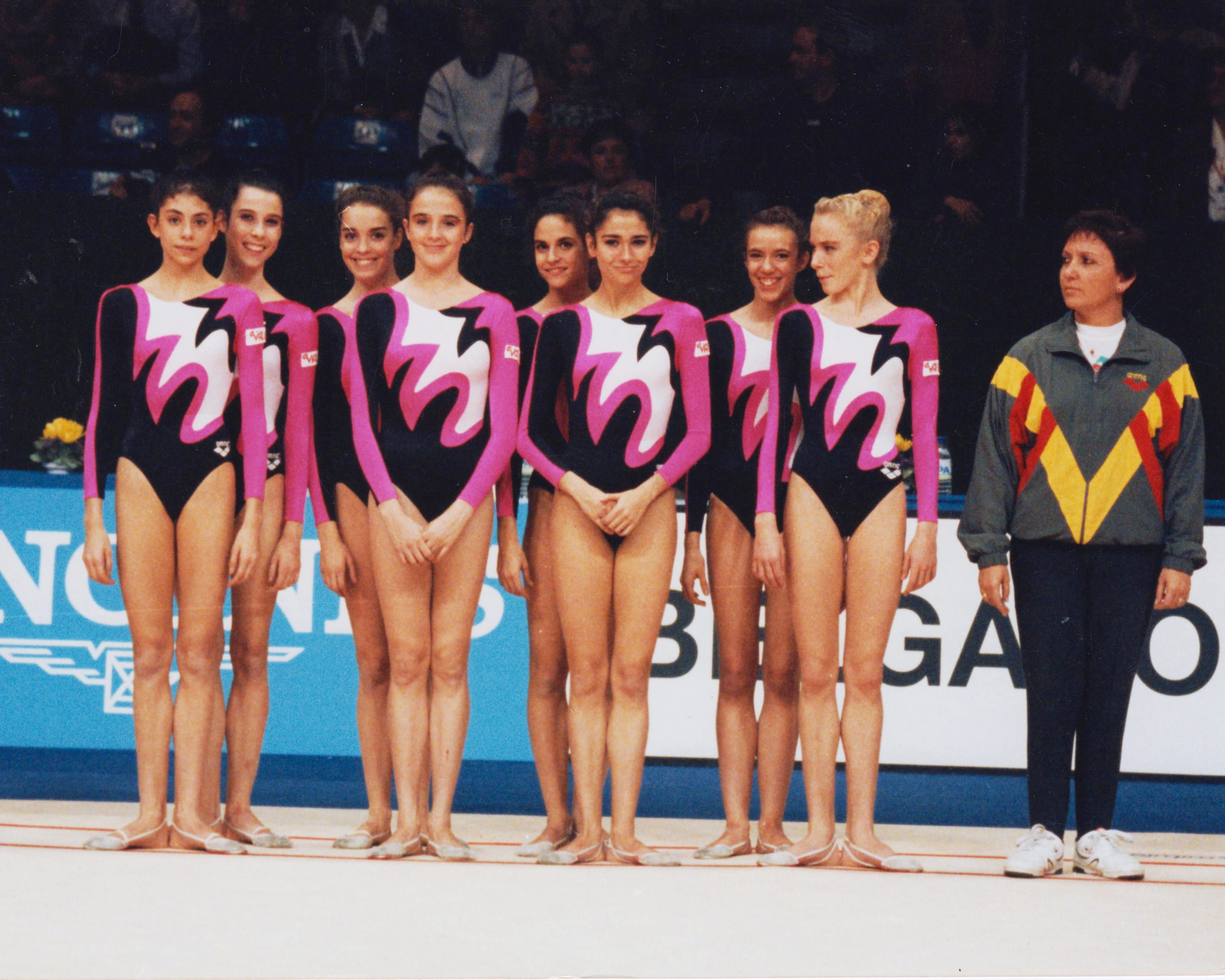
L'equip espanyol abans de pujar al podi al Mundial de Brussel·les, 1992

### Retirada de la gimnàstica
Es va retirar el 1992 després del Campionat del Món de Brussel·les. Després de la seva retirada, es va centrar en els seus estudis d'Enginyeria de Telecomunicacions mentre va col·laborar en el seu club de Saragossa com a entrenadora de nivell escolar i nacional, assolint la medalla de bronze en categoria aleví en el Campionat d'Espanya de Conjunts celebrat a Alacant el 1993. Després finalitzar els seus estudis d'Enginyeria, va abandonar la gimnàstica rítmica. Actualment treballa en una empresa internacional de telecomunicacions a Madrid.
El 16 de desembre de 2017, es va reunir amb altres exgimnastes de l'equip espanyol per a realitzar un homenatge a l'exseleccionadora Anna Roncero. Al setembre de 2018 va viatjar amb diverses exgimnastas de la selecció espanyola al Campionat de Món, celebrat a Sofia, per retrobar-se amb l'exseleccionadora Emilia Boneva, organitzant-se a més un sopar homenatge en honor seu.

## Llegat i influència
El conjunt nacional de gimnàstica rítmica de 1991 va assolir al Mundial d'Atenes el primer títol mundial per la rítmica espanyola, assolint en aquesta disciplina imposar-se per primera vegada un país occidental als països de l'Est. A més, seria el primer equip femení espanyol en proclamar-se campió del món en un esport mediàtic. Ressenyes d'aquesta fita apareixen en llibres com Gimnàstica rítmica esportiva: aspectes i evolució (1995) d'Aurora Fernández del Valle, Enredant en la memòria (2015) de Paloma del Río i Pinzellades de rítmica (2017) de Montse i Manel Martín.

## Equipaments
| Període     | Proveïdor |
| ----------- | --------- |
| 1989 - 1992 | Arena     |

## Música dels exercicis
| Any         | Aparells             | Música                                                                            |
| ----------- | -------------------- | --------------------------------------------------------------------------------- |
| 1989 - 1990 | 12 maces             | «España cañí», pasodoble compost per Pascual Marquina Narro.                      |
| 1990        | 12 maces             | Peça Asturias (Leyenda), que pertany a la Suite española, Op. 47 d'Isaac Albéniz. |
| 1990 - 1991 | 3 pilotes i 3 cordes | «Spain» de Chick Corea, versionada per Michel Camilo i Tomatito.                  |
| 1991 - 1992 | 6 cintes             | «Tango Jalousie», compost per Jacob Gade.                                         |
| 1991        | 3 pilotes i 3 cordes | «Campanas», de Víctor Bombi.                                                      |
| 1992        | 6 cintes             | Peça «Sevilla», que pertany a la Suite española, Op. 47 d'Isaac Albéniz.          |
| 1992        | 3 pilotes i 3 cordes | Música del ballet Arraigo de Jerónimo Maesso, creat pel coreògraf Víctor Ullate.  |

## Palmarès esportiu

### Selecció espanyola
| 1989 - Campionat d'Europa Júnior de Tenerife 3r lloc en preliminars Bronze a la final (6 cintes) 1990 - DTB-Pokal Karlsruhe* Or en concurs general - Gymnastic Masters de Stuttgart Bronze en concurs general - Final de la Copa del Món a Brussel·les* Bronze en concurs general Bronze en 12 maces Bronze en 3 pilotes i 3 cordes - Campionat d'Europa de Goteborg* Bronze en concurs general Plata en 12 maces Bronze en 3 pilotes i 3 cordes - Wacoal Cup* Plata en concurs general 1991 - DTB-Pokal Karlsruhe Or en concurs general | 1991 (continuació) - Gymnastic Masters de Stuttgart Bronze en concurs general Bronze en 6 cintes Bronze en 3 pilotes i 3 cordes - Campionat Mundial d'Atenes Or en concurs general Plata en 6 cintes Plata en 3 pilotes i 3 cordes 1992 - DTB-Pokal Karlsruhe Plata en concurs general - Campionat d'Europa de Stuttgart Or en concurs general Bronze en 6 cintes Or en 3 pilotes i 3 cordes - Asvo Cup Or en concurs general - Alfred Vogel Cup Or en concurs general Plata en 6 cintes Or en 3 pilotes i 3 cordes - Campionat del Món de Brussel·les Plata en concurs general Bronze en 6 cintes 8è lloc en 3 pilotes i 3 cordes |

* Com a suplent de l'equip en sengles exercicis.

## Premis, reconeixements i distincions
- Medalla al Mèrit Gimnàstic, atorgat per la Reial Federació Espanyola de Gimnàstica (1991)
- Medalla al Mèrit Esportiu, atorgada per la Diputació General d'Aragó (1992)[29]

## Programes de televisió
| Programes de televisió | Programes de televisió   | Programes de televisió | Programes de televisió                 |
| ---------------------- | ------------------------ | ---------------------- | -------------------------------------- |
| 1990                   | Camarada Boneva          | La 2 de TVE            | Aparició al reportatge                 |
| 1991                   | De tú a tú               | Antena 3               | Invitada junt amb la resta del conjunt |
| 1991                   | Tele 5 ¿dígame?          | Telecinco              | Invitada junt amb la resta del conjunt |
| 1991                   | VIP Tarde                | Telecinco              | Invitada junt amb la resta del conjunt |
| 2019                   | ¿Dónde estabas entonces? | La Sexta               | Aparició al reportatge                 |